# 1. FC Baunach
Der 1. Fußball-Club 1911 Baunach e. V. (kurz: 1. FC Baunach oder FC Baunach) ist ein Sportverein aus dem oberfränkischen Baunach. Der Verein wurde am 1. März 1911 gegründet und ist entgegen seiner Bezeichnung seit den 1970er Jahren ein Mehrspartensportverein. Neben der Fußball- und der Basketballabteilung hat der Verein eine Tischtennis- und Tennisabteilung, wobei bis auf die beiden erstgenannten Abteilungen keine über eine dreistellige Mitgliederzahl verfügt; insgesamt hatte der Verein Anfang 2013 651 Mitglieder. Überregionale Bedeutung hatte in der Vergangenheit allein die Basketballabteilung, deren erste Herrenmannschaft zwischen 1988 und 1994 der 2. Basketball-Bundesliga Gruppe Süd angehörte, sowie unter verschiedenen Bezeichnungen seit 2013 wieder nationalen Spielklassen angehört.

## Basketball

### Geschichte
Motiviert durch den Erfolg der Basketballmannschaft des benachbarten Oberzentrums Bamberg (heute Bamberg Baskets) wurde 1976 die Basketballabteilung des 1. FC Baunach gegründet. Bis 1988 schaffte die Herrenmannschaft den Aufstieg in die Gruppe Süd der Zweiten Bundesliga. Als Neuling konnte man dort in der 2. Basketball-Bundesliga 1988/89 den dritten Platz nach der Hauptrunde belegen. In der Saison 1990/91 erreichte man den zweiten Platz, fiel aber wie zwei Jahre zuvor in der Aufstiegsrunde auf den vierten Platz zurück. In der folgenden Saison fiel man vom ersten Platz nach der Hauptrunde auf den fünften Platz zurück. In der Saison 1992/93 hielt man den zweiten Platz in der Aufstiegsrunde, war jedoch im Kampf um den Aufstieg ohne Chance gegen den Erstliga-Absteiger, regionalen Rivalen und vormaligen deutschen Meister BG Steiner Bayreuth, der den sofortigen Wiederaufstieg erreichte. In der folgenden Saison reichte es noch einmal zum dritten Platz. Der TSV Tröster aus dem angrenzenden Breitengüßbach hatte in den Vorjahren auch immer mal wieder zweitklassig gespielt, sich aber nie in der Zweiten Bundesliga festsetzen können. Nach dem Abstieg des TSV Tröster aus der Zweiten Liga 1994 bildete man eine Spielgemeinschaft mit dem 1. FC Baunach, dessen Schwerpunkt sich nach Breitengüßbach verlagerte. Die erste Herrenmannschaft des 1. FC Baunach spielte daraufhin nicht mehr in den höchsten beiden Spielklassen und wurde vom sportlichen Erfolg her zwischenzeitlich sogar von der Spielvereinigung aus dem angrenzenden Rattelsdorf überflügelt, die  einige Jahre in der Zweiten Basketball-Bundesliga spielte.
In der Saison 2003/04 übernahm erneut Wolfgang Heyder das Traineramt der ersten Herrenmannschaft, der dies bereits lange Zeit während der Zweitligajahre zwischen 1989 und 1994 ausgeübt hatte. Während Heyder als Manager der Brose Baskets diese in der Folge zu ihren ersten Meistertiteln in Deutschland führen konnte, integrierte er die Baunacher Basketballer in die Spielbetriebsgesellschaft Franken 1st, die für gegenseitige Kooperation der Basketballmannschaften in Franken und insbesondere im Landkreis Bamberg sorgte. Mit der ersten Herrenmannschaft stieg Trainer Heyder 2004 von der Zweiten in die Erste Regionalliga auf, die nach hierarchischer statt geographischer Aufteilung der 2. Basketball-Bundesliga in ProA und ProB 2007 die vierthöchste Spielklasse in Deutschland darstellte. 2010 übernahmen Timo Fuchs und Jörg Mausolf das Traineramt von Heyder, nachdem sie dieses zuvor gemeinsam mit Heyder ausgeübt hatten. Nach einem vierten Platz 2012 erreichte man 2013 schließlich die Meisterschaft in der Regionalliga Südost. Verbunden mit dem zeitgleichen Abstieg des TSV Tröster in der ProB 2012/13 „ersetzten“ daraufhin die Baunacher nun die Güßbacher als erster Kooperationspartner des deutschen Meisters Brose Baskets, der dem Aufsteiger Baunach, der in der ProB 2013/14 den Sponsorennamen Bike-Café Messingschlager annahm, verschiedene Nachwuchsspieler mittels Doppellizenz aus seinem Meisterkader abstellte. In der Saison 2013/14 konnte man sich erfolgreich als Aufsteiger etablieren und erreichte am letzten Hauptrundenspieltag doch noch den achten Platz und die Qualifikation für die Play-offs um den Aufstieg in die ProA. Hier schaffte man überraschend den Sprung ins Finale, der mit dem sportlichen Aufstiegsrecht in die zweithöchste Spielklasse verbunden war.
Zur Saison 2015/2016 erfolgte die Umbenennung von Bike-Café Messingschlager Baunach zu Baunach Young Pikes. Anfang März 2019 stand Baunachs Abstieg aus der Zweiten Bundesliga ProA fest. Auch ein während der Saison erfolgter Trainerwechsel hatte das nicht verhindern können. Im Anschluss an die Saison 2019/20, die aufgrund der COVID-19-Pandemie vorzeitig endete, zog sich Baunach aus der Zweiten Bundesliga ProB zurück. Zuvor hatte Brose Bamberg die Zusammenarbeit aufgekündigt, in deren Rahmen im Laufe der Jahre Spieler wie Johannes Thiemann, Andreas Obst, Leon Kratzer, Louis Olinde, Brandon Tischler und Nicholas Tischler gefördert wurden.

### Trainerchronik Basketballmannschaft
| Amtszeit        | Trainer                        |
| --------------- | ------------------------------ |
| 1977–1982       | Jochen Hirmke                  |
| 1982–1983       | Helmut Ott                     |
| 1983–1984       | Wolfgang Reichmann             |
| 1984–1987       | Jochen Hirmke                  |
| 1987–1989       | Ulf Schabacker                 |
| 1989–1994       | Wolfgang Heyder                |
| 1994–1995       | Detlev Pehle                   |
| 1995–1997       | Jürgen Becher                  |
| 1997–2000       | Detlev Pehle                   |
| 2000–2003       | Roland Burkert                 |
| 2003–2010       | Wolfgang Heyder                |
| 2010–2013       | Timo Fuchs                     |
| 2013–11/2013    | Ulf Schabacker                 |
| 11/2013–2015    | Ivan Pavic                     |
| 2015–12/2017    | Fabian Villmeter               |
| 01/2018–07/2018 | Mario Dugandzic                |
| 07/2018–02/2019 | Felix Czerny                   |
| seit 02/2019    | Mario Dugandzic/ Yassin Idbihi |

### Mannschaftsnamen
- bis 2013 1. FC Baunach
- 2013–2015 Bike-Café Messingschlager Baunach[9]
- seit 2015 Baunach Young Pikes[10]